# Picentes
Les Picentes, Picènes, Picentins ou Picéniens furent des peuples italiques vivant dans le Picénum, sur la côte de la mer Adriatique du IXe au IIIe siècle av. J.-C., et dont un rameau d'origine sabine fut détaché des Picentins de l’Adriatique par les Romains, pour être transféré en Campanie sur la côte de la mer Tyrrhénienne.
L'art de la guerre tient une place prépondérante chez les Picentes. Il semble qu'il y ait eu une activité mercenaire importante. La preuve est que les fouilles archéologiques ont révélé la présence de nombreuses armes variées.

## Histoire
Selon une légende rapportée par Pline l'Ancien, les Picènes seraient liés aux Sabins, dont ils se seraient séparés à la recherche d'une nouvelle patrie. Cette migration s'est déroulée sous la forme rituelle du ver sacrum suivant un animal totémique, le pic, en latin picus, animal associé à Mars. Ainsi, les migrants ont pris l'ethnonyme de Picènes (ou Picentes), c'est-à-dire « le peuple du pic ». Indépendamment de leur ethnogenèse traditionnelle, il a été émis l'hypothèse que les Picènes dérivent des cultures de la fin de l'âge du bronze de la côte Adriatique avec des liens avec d'autres ethnies contemporaines telles que des ethnies transadriatiques.
L'aide des Picentes aux armées romaines à la bataille de Sentinum en 295 av. J.-C. fut décisive. À l'issue de cette bataille, tous les peuples d'Italie furent soumis à la domination romaine et parmi eux, les Picentes eux-mêmes, devenant colonie romaine.
Alliés de Rome, ils se rebellèrent pendant la guerre sociale, entre 91 av. J.-C.  et 88 av. J.-C.

## Langue
Les Picentes parlaient au nord le picène du nord ou nord-picène, et au sud une langue du groupe osco-ombrien, le picène du sud ou sud-picène.

## Le Picénum
Picénum ou Regio V Picenum était une région de l'ancienne Italie. Le nom est un exonyme attribué par les Romains, qui l'ont conquis et l'ont incorporé dans la République romaine. Il était situé dans ce qui est maintenant la région des Marches. Les Picentes étaient la population indigène du Picénum, mais ils sont une confédération de tribus d'origines diverses (voir à ce sujet la fondation de la ville de Jesi). Ils ont maintenu un centre religieux à Cupra Marittima, en l'honneur de la déesse Cupra.